# Che ne sai (Irama)
Che ne sai è un singolo del cantautore italiano Irama, pubblicato il 3 maggio 2018 come secondo estratto dall'EP Plume.

## Classifiche
| Classifica (2018) | Posizione massima |
| ----------------- | ----------------- |
| Italia            | 45                |